# إيجي ياناجيساوا
ايجي ياناجيساوا (باليابانية: 柳沢栄治؛ بالكانا: やなぎさわ えいじ) هو مؤدي صوت ياباني، (ولد في طوكيو في اليابان 1967 – 2024 م).

## وصلات خارجية
- إيجي ياناجيساوا على موقع IMDb (الإنجليزية)
- إيجي ياناجيساوا على موقع قاعدة بيانات الفيلم (الإنجليزية)
- إيجي ياناجيساوا على موقع ANN person (الإنجليزية)